# Harry Schell
Henry O'Reilly Schell (París, Francia; 29 de junio de 1921-Silverstone, Inglaterra; 13 de mayo de 1960) fue un piloto estadounidense de automovilismo. Corrió 57 Grandes Premios de Fórmula 1 entre 1950 y 1960, donde subió a dos podios. Era hijo de otro piloto estadounidense, Laury Schell.
Sus padres eran estadounidenses radicados en Francia, pero luego de la ocupación de los alemanes en ese país, durante la Segunda Guerra Mundial, volvieron a Estados Unidos. Los Schell estaban involucrados con las carreras de autos y Harry decidió correr. Se unió al campeonato de Fórmula 1 debutando en el Gran Premio de Mónaco de 1950. Allí corrió para Gordini, Maserati, Vanwall y BRM, entre otros. En total Schell obtuvo 32 puntos de campeonato en 56 Grandes Premios largados.
Murió en el circuito de Silverstone, en las prácticas para una carrera no oficial, cuando el Porsche que manejaba chocó en curva Abbey.

## Resultados

### Fórmula 1
(Clave) (negrita indica pole position) (cursiva indica vuelta rápida)

| 1950        | Horschell Racing Corporation | GBR       | MON Ret  | 500     |          |         |         |         |         |         |         |       | NC   | 0  |
| 1950        | Ecurie Bleue                 |           |          |         | SUI 8    | BEL     | FRA     | ITA     |         |         |         |       | NC   | 0  |
| 1951        | Enrico Platé                 | SUI 12    | 500      | BEL     | FRA Ret  | GBR     | GER     | ITA     | ESP     |         |         |       | NC   | 0  |
| 1952        | Enrico Platé                 | SUI Ret   | 500      | BEL     | FRA Ret‡ | GBR 17  | GER     | NED     | ITA     |         |         |       | NC   | 0  |
| 1953        | Equipe Gordini               | ARG 7‡    | 500      | NED Ret | BEL 7    | FRA Ret | GBR Ret | GER Ret | SUI     | ITA 9   |         |       | NC   | 0  |
| 1954        | Harry Schell                 | ARG 6     | 500      | BEL     | FRA Ret  | GBR 12  | GER 7   |         |         |         |         |       | NC   | 0  |
| 1954        | Officine Alfieri Maserati    |           |          |         |          |         |         | SUI Ret | ITA     |         |         |       | NC   | 0  |
| 1954        | Harry Schell                 |           |          |         |          |         |         |         |         | ESP Ret |         |       | NC   | 0  |
| 1955        | Officine Alfieri Maserati    | ARG 6‡+7‡ |          |         |          |         |         |         |         |         |         |       | NC   | 0  |
| 1955        | Scuderia Ferrari             |           | MON Ret  | 500     | BEL DNS  | NED     |         |         |         |         |         |       | NC   | 0  |
| 1955        | Vandervell Products          |           |          |         |          |         | GBR 9‡  | ITA Ret |         |         |         |       | NC   | 0  |
| 1956        | Vandervell Products          | ARG       | MON Ret  | 500     | BEL 4    | FRA 10‡ | GBR Ret |         | ITA Ret |         |         |       | 17.º | 3  |
| 1956        | Scuderia Centro Sud          |           |          |         |          |         |         | GER Ret |         |         |         |       | 17.º | 3  |
| 1957        | Scuderia Centro Sud          | ARG 4     |          |         |          |         |         |         |         |         |         |       | 7.º  | 10 |
| 1957        | Officine Alfieri Maserati    |           | MON Ret‡ | 500     | FRA 5    | GBR Ret | GER 7   | PES 3   | ITA 5‡  |         |         |       | 7.º  | 10 |
| 1958        | Jo Bonnier                   | ARG 6     |          |         |          |         |         |         |         |         |         |       | 6.º  | 14 |
| 1958        | Owen Racing Organisation     |           | MON 5    | NED 2   | 500      | BEL 5   | FRA Ret | GBR 5   | GER Ret | POR 6   | ITA Ret | MAR 5 | 6.º  | 14 |
| 1959        | Owen Racing Organisation     | MON Ret   | 500      | NED Ret | FRA 7    | GBR 4   | GER 7   | POR 5   | ITA 7   |         |         |       | 13.º | 5  |
| 1959        | Ecurie Bleue                 |           |          |         |          |         |         |         |         | USA Ret |         |       | 13.º | 5  |
| 1960        | Ecurie Bleue                 | ARG Ret   | MON      | 500     | NED      | BEL     | FRA     | GBR     | POR     | ITA     | USA     |       | NC   | 0  |
| Referencia: |                              |           |          |         |          |         |         |         |         |         |         |       |      |    |